# Jean Fetz

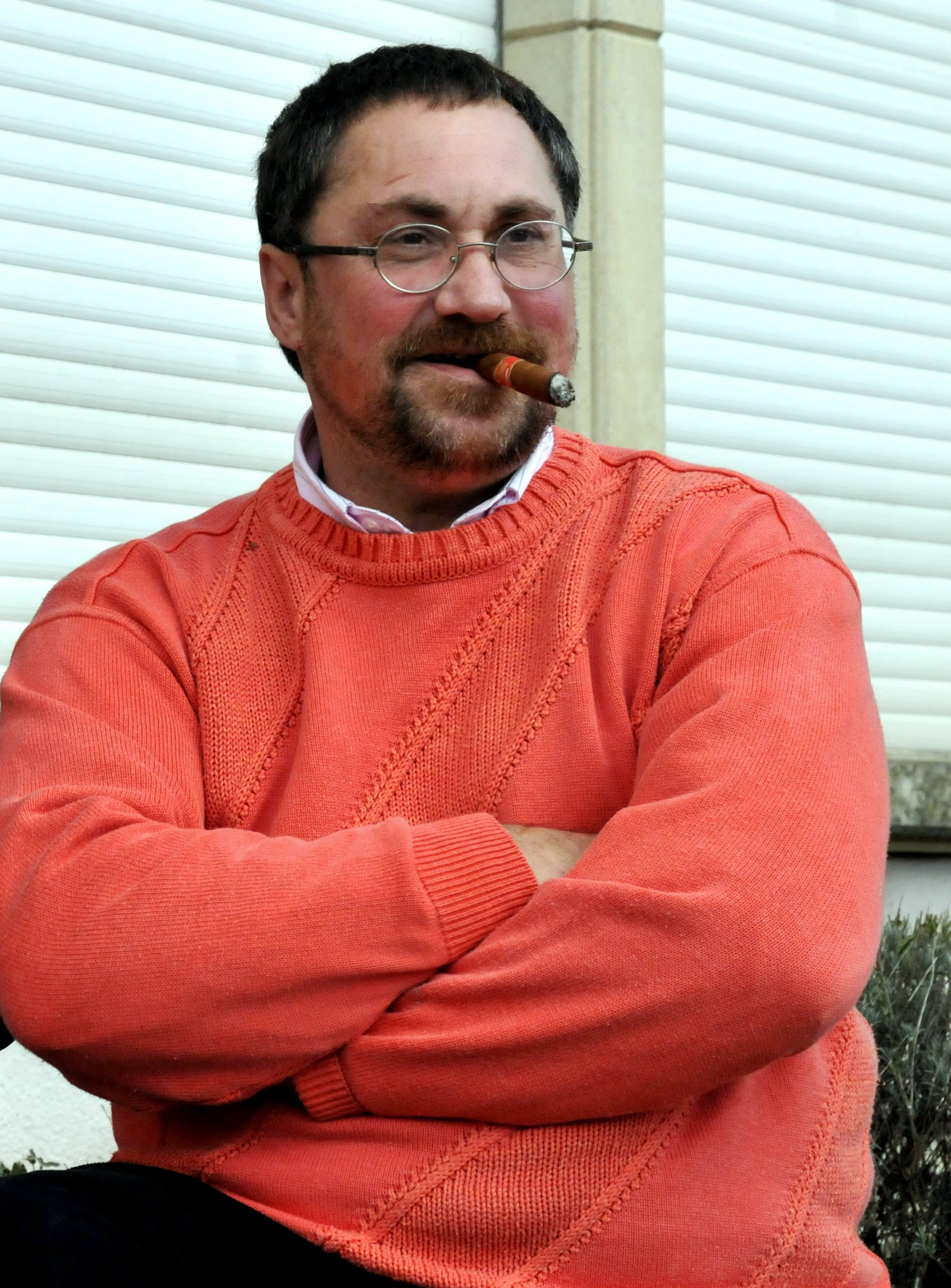
Jean Fetz

Jean Fetz (* 5. August 1957 in Luxemburg-Stadt) ist ein luxemburgischer Pädagoge, Künstler und Kurator.
| Kategorie     | Detail                                                                                   |
| ------------- | ---------------------------------------------------------------------------------------- |
| Geburtsdatum  | 5. August 1957                                                                           |
| Geburtsort    | Luxemburg-Stadt                                                                          |
| Tätigkeit     | Pädagoge, Künstler, Kurator, Beamter                                                     |
| Ausstellungen | Luxemburg, Frankreich, Deutschland, Spanien, Belgien, Österreich, USA, England, Schweden |

## Sozial
Bis zu seiner Pensionierung im Jahr 2023 leitete Jean Fetz Liewenshaff im Rahmen des Centre d’insertion socio-professionnelle (CISP), das die soziale und berufliche Integration junger Menschen unterstützt, sowie den Paerd’s Atelier, eine gemeinnützige Organisation,bei der er Mitgründer war.Sie gilt als 1 Institution ,die sich für die Integration von Jugendlichen in Luxemburg eingesetzt hat.Nach seiner Pensionierung ist er als Präsident des Verwaltungsrats aktiv und verantwortlich für strategische und repräsentative Aufgaben in Zusammenarbeit mit verschiedenen Ministerien.

## Kultur
1984 war Jean Fetz Mitgründer des Lëtzebuerger Artisten Center (LAC), einer Künstlervereinigung in Luxemburg, und ist seither Präsident des Verwaltungsrats. Als Kurator organisierte er zahlreiche Ausstellungen, darunter HespArt, 50 Jahre luxemburgische Kunst, 100 Jahre luxemburgische Kunst, Aspects de l’art mosellain und Aspects de l’art ardennais.
Als Künstler präsentierte er seine Werke in Luxemburg, Frankreich, Deutschland, Spanien, Belgien und Österreich. Er besaß eigene Galerien in Lyon, Paris und Saint-Tropez. Seine Werke sind auch in den USA, England, Deutschland, Schweden, Frankreich, Luxemburg, Spanien und Österreich vertreten.
Darüber hinaus organisiert Fetz den Salon de Printemps in Luxemburg-Stadt, eine kulturelle Veranstaltung im nationalen Kunstleben.

## Auszeichnungen
Für seine künstlerischen Leistungen erhielt er unter anderem den 
•Grand Prix de la Ville de Thionville,
•den Prix de la Critique bei der Biennale Max in Strassen
• die Biennale Max Goergen 
•den Prix des Couleurs de Thionville. 
Für sein soziales und pädagogisches Engagement wurde er 
•1999 mit dem Prix Janusz Korczak der Fondation Kannerschlass ausgezeichnet. Außerdem erhielt er den Titel •Commandeur de l’Ordre de Mérite Civil vom Großherzog Henri.

## Privat
Jean Fetz lebt in Luxemburg und arbeitet normalerweise in Luxemburg.